# 交錯層理
交錯層理（英語：cross bedding），也稱為斜层理（英語：cross lamination），是在一層地層內由一系列斜交于层系界面的纹层组成的層理，细层理上部与主层理截交，下部与主层理相切。主層理面是平行與當時的水平面，而傾斜的紋层理代表原始局部的沉積面。這種傾斜不是由於沉積後變形的結果，而是由顆粒沿水底面被水拖引到傾斜地面后沉積形成。
例如在河底波紋、河邊沙洲，風成沙丘及淺海三角洲前緣斜坡等沉積環境都能形成交錯層理。交錯層理一般可分为板状交错层理及槽状交错层理兩種。前者上下層理面是平面，後者層理面为弧形，此外還有楔状交错层理等共八種层理。根據交錯層理的幾何形狀亦可推測沉積環境及流體方向。